# 芒特米爾斯 (阿拉巴馬州)
芒特米爾斯（英語：Mountain Mills）是一個位於美國阿拉巴馬州科爾伯特縣的非建制地區。該地的面積和人口皆未知。

## 地理
芒特米爾斯的座標為34°42′15″N 88°53′35″W / 34.70416°N 88.89305°W，而該地最高點為海拔高度165米（即541英尺）。